# Sarvepalli Radhakrishnan
Sarvepalli Radhakrishan (født 5. september 1888, død 17. april 1975) var en indisk filosof og statsmand, der var Indiens 1. vicepræsident fra 1952 til 1962 og Indiens 2. præsident fra 1962 til 1967.

## Reference
1. ↑  The President of India - Former Presidents
2. ↑  "Radhakrishnan of India, Philosopher, Dead at 86". New York Times. 17. april 1975. Hentet 4. maj 2019.